# Maria Łomnicka
Maria Łomnicka z domu Szczucka (ur. 1850, zm. 15 maja 1930) – polska działaczka społeczna i niepodległościowa.

## Życiorys
Urodziła się w 1850 w rodzinie Szczuckich. Wychowywała się w tradycjach powstania styczniowego w 1863. 
Została żoną przyrodnika Mariana Łomnickiego. Zamieszkiwali we Lwowie przy ulicy Mikołaja Kopernika na rogu Ossolińskich. W ich mieszkaniu pomoc moralną i materialną otrzymywała młodzież polska. Maria Łomnicka w swoim domu gromadziła młodych działaczy skupionych w tajnym ruchu narodowym, organizując spotkania. Tam został zorganizowane Towarzystwo Teatru Ludowego (wzorem Towarzystwa Szkoły Ludowej, w którym działała). Podczas lwowskiej Wystawy Krajowej w 1894 organizowano wycieczki uczniów do tego miejsca. Ponadto w mieszkaniu Łomnickich organizowano Zjazd Włościan. W 1894 mieszkanie Łomnickich zostało poddane rewizji (prawdopodobnie podczas śledztwa tzw. sprawy tarnopolskiej, w której oskarżony był m.in. Wacław Borzemski). Staraniem Marii Łomnickiej została zbudowana lwowska bursa szkolna dla dziewcząt im. Felicji Boberskiej. Wspierała także budowę świątyń. Udzielała się w instytucjach charytatywnych.
Zmarła 15 maja 1930 w wieku 80 lat. Została pochowana na Cmentarzu Łyczakowskim we Lwowie.